# Gotlands län
Gotlands län er et svensk län bestående af øen Gotland i Østersøen ud for kysten af det sydøstlige Sverige, samt de omkringliggende småøer Fårö, Karlsøerne og Gotska Sandön. Gotland er Sveriges største ø, ca. 125 km lang og ca. 50 km bred, og arealet er 3183.7 km². Der har været bebyggelse og drevet handel i årtusinder. Derfor er der et stort antal fortidsminder på Gotland, og af dem er mere end 42.000 i dag registreret. Hvert år arrangeres der en middelalderfestival i hovedbyen Visby. Indbyggertal:60.209 (31.3.2021). Befolkningstæthed:18,9 per km2.
Gotlands län er sammenfaldende med landskabet Gotland og Gotlands kommun.

## Historie
Gotland var tidligt et handelscentrum og har også fungeret som tilholdssted for sørøvere. I middelalderen opstod der konflikt mellem indflyttede tyske købmænd i Visby og bønderne omkring byen. Det førte til borgerkrig på Gotland, som til sidst blev bilagt af den svenske konge Magnus Ladulås i 1288. I 1361 blev øen invaderet af danskerne under Valdemar Atterdag, hvor en bondehær blev massakreret uden for Visbys mure. Først i 1645 ved Freden ved Brömsebro blev Gotland igen svensk.

## Større byer
De fem største byer i Gotlands län, sorteret efter indbyggertal: 
| # | Byområde   | Befolkning |
| - | ---------- | ---------- |
| 1 | Visby      | 24.942     |
| 2 | Hemse      | 1.766      |
|   | Roma       | 1.198      |
| 3 | Slite      | 983        |
| 4 | Klintehamn | 1.541      |
| 5 | Vibble     | 1.802      |

Indbyggertal pr. 31. december 2020, .